# Oriana De Fazio
Oriana De Fazio (ur. w 1992) – włoska lekkoatletka specjalizująca się w biegach sprinterskich.
W 2011 wraz z koleżankami zdobyła wicemistrzostwo Europy juniorek w biegu rozstawnym 4 x 100 metrów. 
Rekordy życiowe: bieg na 100 metrów – 12,04 (22 maja 2011, Orvieto); bieg na 200 metrów – 25,40 (18 maja 2009, Marano). 